# Visconde de Castro (Brasil)

Armas dos viscondes de Castro, as mesmas das famílias do Canto e de Castro.

Visconde de Castro é um título nobiliárquico criado por D. Pedro I do Brasil por Decretos de 12 de outubro de 1826 e com Grandeza de 12 de outubro de 1827, em favor de João de Castro Canto e Melo e, posteriormente, a seu filho João de Castro do Canto e Melo.
Titulares
1. João de Castro Canto e Melo (1740–1826);
2. João de Castro do Canto e Melo (1778–1853) – filho do anterior.